# Заборонені Маршрути
Заборонені Маршрути / Block Pass (fr. La Pampa) — французький драматичний фільм режисера Антуана Шеврольє реаліз якого відбувся у 2024 році. Ла-Пампа — великі степи в Аргентині (символ вільної, але пустельної та небезпечної території).
У фільмі знімаються Аморі Фуше в ролі Джоджо, підлітка, який живе в Лонге-Жумелі та тренується на гонщика з мотокросу, та Саїд Ель Аламі в ролі Віллі, його давнього найкращого друга, чия підтримка та відданість виявляються вирішальними для виживання Джоджо після того, як його гомосексуальність викривається перед громадою.
У акторському складі також є Дам'єн Боннар у ролі батька Джоджо, Девіда, а також Матьє Демі, Леоні Даан-Ламорт, Флоренс Янас, Артюс Соларо та Аксель Френно у ролях другого плану.
Фільм, повнометражний режисерський дебют Шевролльє, знімався переважно в Лонге-Жюмелі та його околицях, рідному місті, де він насправді мешкав.
Прем'єра фільму відбулася 18 травня 2024 року в програмі «Тиждень критики» Каннського кінофестивалю 2024 року, де він був номінований на премію «Пальмова гілка квір кіно».

## Сюжет
На трасі для мотокросу «Ла-Пампа» Джоджо тренується під пильною увагою свого батька Девіда і тренера Тедді, сподіваючись виграти національні нагороди. Його найкращий друг, Віллі, допомагає йому з механікою та регулярно допомагає Девіду та Джоджо з їхніми повсякденними справами замість того, щоб вчитися для заліку на бакалаврат.
Після смерті батька Віллі живе з матір'ю та сестрою, і йому важко змиритися з тим, що його мати починає нове життя та хоче переїхати.
Одного вечора Віллі застає Джоджо та Тедді, які кохалися, і таким чином виявляє його гомосексуальність. Джоджо пояснює, що їхні стосунки тривають вже кілька місяців, і що Тедді планує залишити свою вагітну дружину, щоб жити з Джоджо. У той же час Віллі заводить дружбу з Мариною, колишньою мешканкою села, яку місцеві вважають легковажною дівчиною, і яка втекла вивчати мистецтво в Анже. Вона намагається завершити репродукцію гобелена «Апокаліпсис» у зменшений версії.
Одного разу Стеф, дружина Тедді, застає зненацька свого чоловіка і Джоджо. А Віллі, випадково, по дорозі додому зустрічає нового партнера своєї матері, який прибирає в гаражі покійного батька, що призводить його до люті, в результаті якої він отримує арешт. Віллі тікає до Анжера та приєднується до Марини, яка показує йому гобелен і пояснює, що її репутація легковажної дівчини — вигадка. Між ними виникає близькість.
Віллі отримує на телефон хвилі гомофобних коментарів з боку своїх однокласників. Причиною є відео, яке просочилося в соціальні мережі, на якому Джоджо виконує мінет Тедді (особу якого не можна ідентифікувати).
Віллі поспішає додому та стикається з гомофобними глузуваннями та образами з боку однокласників, які вважають, що він і є другим чоловіком на відео. Зі свого боку, Джоджо стикається з гнівом батька, який ображає його та знищує його мотоцикл. Він публічно свариться з Тедді перед Стеф, але остання погрожує йому, кажучи, що їхня історія закінчена. Збентежений, Джоджо повертається додому, хапає револьвер батька та накладає на себе руки на очах у батьків, вибачаючись.
Після похорону Джоджо, Девід благає Віллі приїхати тренуватися в Ла-Пампу, щоб завершити сезон. Під час останньої гонки Віллі, який лідирував, вирішив здатися, побачивши старий мотоцикл Джоджо. Він здобув ступінь бакалавра та погодився на переїзд всією сім'єю. Наприкінці літа, перед від'їздом на навчання, він отримує посилку від Марини: одна з її масштабних моделей, що зображує його та Джоджо.

## Технічні данні
- Оригінальна назва La Pampa
- Продюсер: Антуан Шеврольє
- Сценарій : Антуан Шеврольє, Береніс Бокійон і Фаїза Гуене
- Музика : Олександр Гальперін і Євгеній Гальперін
- Декори : Гледіс Гарот
- Костюми Марго Лавале
- Фотографія Бенджамін Руоукс
- Звук : Мартін Буассау, Шарлотта Бутрак і Еммануель Крозе
- Монтаж: Ліліан Корбейль
- Виробництво: Ніколя Блан
- Продюсерська компанія : Agat Films & Cie - Ex Nihilo
- Дистриб'юторська компанія Тандем (Франція)
- Бюджет : 3 мільйони євро [1]
- Pays de production : Шаблон:France
- Оригінальна мова Французька
- Формат : колір — 2.39:1 — звук 5.1

1. ↑  L'apprentissage percutant de deux adolescents. siritz.com. Siritz. 11 лютого 2025..